# Elecciones provinciales de La Pampa de 2011
Las elecciones generales de la Provincia de La Pampa se llevaron a cabo el día 23 de octubre de 2011. Se eligió un gobernador, un vicegobernador y 30 diputados provinciales, además de intendentes y concejales en las localidades pampeanas. 
Oscar Mario Jorge, ocupó el cargo de Gobernador, Norma Durango, el de Vicegobernador, ambos por el Partido Justicialista (PJ), y 16 Diputados provinciales por PJ, 10 por Frente Pampeano Cívico y Social (FrePam), y 4 por Frente para la Comunidad Organizada, asumieron el 10 de diciembre en la Legislatura Provincial, en Santa Rosa.
Otros candidatos a gobernador fueron, Francisco José Tineo con 7316 votos (4,11%), Hugo Afredo Acosta con 5035 votos (2,83%) y Héctor Fabián Corvalán con 1126 votos (0,63%).

## Reglas electorales
- Gobernador y vicegobernador electos por mayoría simple.
- 21 diputados, la totalidad de los miembros de la Cámara de Diputados Provincial. Electos por toda la provincia por sistema d'Hondt con un piso electoral de 3%.

## Resultados

### Gobernador y vicegobernador
| Fórmula                | Fórmula               | Partido               | Partido                             | Votos   | %     |
| Gobernador             | Vicegobernador        | Partido               | Partido                             | Votos   | %     |
| ---------------------- | --------------------- | --------------------- | ----------------------------------- | ------- | ----- |
| Oscar Mario Jorge      | Norma Haydée Durango  |                       | Partido Justicialista               | 81.883  | 46,00 |
| Juan Carlos Marino     | Adrián Peppino        |                       | Frente Pampeano Cívico y Social     | 55.688  | 31,29 |
| Juan Carlos Tierno     | José Edreira          |                       | Frente para la Comunidad Organizada | 26.954  | 15,14 |
| Francisco José Tineo   | Alejandro Socolovsky  |                       | Alianza Nuevo Encuentro             | 7.316   | 4,11  |
| Hugo Alfredo Acosta    | Graciela Mónica Spada |                       | Movimiento Federalista Pampeano     | 5.035   | 2,83  |
| Héctor Fabián Corvalán | Mauricio Gabriel Mora |                       | Partido Popular Nuevo Tiempo        | 1.126   | 0,63  |
| Votos positivos        | Votos positivos       | Votos positivos       | Votos positivos                     | 178.002 | 85,98 |
| Votos en blanco        | Votos en blanco       | Votos en blanco       | Votos en blanco                     | 27.519  | 13,29 |
| Votos nulos            | Votos nulos           | Votos nulos           | Votos nulos                         | 1.497   | 0,72  |
| Participación          | Participación         | Participación         | Participación                       | 207.018 | 82,43 |
| Electores registrados  | Electores registrados | Electores registrados | Electores registrados               | 251.140 | 100   |
| Fuente:                |                       |                       |                                     |         |       |

### Cámara de Diputados
| Partido               | Partido                                | Votos   | %     | Bancas | Candidatos |
| --------------------- | -------------------------------------- | ------- | ----- | ------ | --- |
|                       | Partido Justicialista                  | 79.554  | 46,37 | 16/30  | Ver candidatos: 1. Juan Pablo Morisoli 2. Daniel Aníbal Lovera 3. María Patricia Lavin 4. Mariano Alberto Fernández 5. Carlos Martín Borthiry 6. Marina Isabel Cahais 7. César Horacio Ballari 8. Luciano di Napoli 9. Fernanda Estefanía Alonso 10. Saúl Pedro Etchalus 11. Ariel Rauschenberger 12. Deolide Carmen Gómez 13. Alfonso José Echeveste 14. Miguel Ángel Tanos 15. Mariana Isabel Baudino 16. Alfredo Gilberto Schanton 17. María Silvia Larreta 18. Ricardo Ariel Alonso 19. Carlos Alberto Delgado 20. Melina Aida Delú 21. José Luis Carluche 22. Claudia Daniel Moor 23. María Rosa Mercado 24. Ricardo Luis Biglia 25. Rodrigo Mauro Giraudo 26. Griselda Ester Valdivieso 27. Daniel Ramón Sutil 28. Germán Eduardo Konrad Gitlein 29. Lorena Valeria Subelet 30. Leonardo Alfredo Schenkel                                |
|                       | Frente Pampeano Cívico y Social        | 54.651  | 31,85 | 10/30  | Ver candidatos: 1. Juan Carlos Olivero 2. Martín Berhongaray 3. Claudia Bibiana Giorgis 4. Hugo Andrés Pérez 5. Carlos Alberto Bruno 6. Delma Edith Sánchez 7. Luis Hernán Solana 8. Alejandro César Odasso 9. Lidia Beatriz Hermelinda Duperou 10. Sergio Heber Pregno 11. Néstor Horacio Righetti 12. Berta Mabel Herlein 13. Marcelo Fabián Cajal 14. Alicia Beatriz Corral 15. Daniel Adolfo Blengini 16. Mirta Gloria Viola 17. Irma Gladis Schan 18. Ricardo Juan Pellegrino 19. Alicia María Sáenz 20. Juan Andrés Rivas 21. Juan Luis Barale 22. Susana Mabel Folmer 23. Mario Sergio González 24. Roque Julián Pignol 25. Mabel Pasini 26. Sergio Gustavo Emilio Lobato 27. Federico Iván Roitman 28. María Belén Natividad Córdoba 29. Eduardo Alberto Aguirre 30. José Javier Folmer                                                |
|                       | Frente para la Comunidad Organizada    | 20.095  | 11,71 | 4/30   | Ver candidatos: 1. Sandra Fabiana Fonseca Tierno 2. Darío Omar Hernández 3. Alfredo Daniel Robledo 4. Darío Juan Casado 5. Cristina Andrea Lezcano 6. Héctor Horacio Marín 7. Luis Enrique Martínez 8. Dora Elena Santillán 9. Juan Alberto Martínez 10. Héctor Alfredo Mariani 11. Blanca Elba Soto 12. Susana Evita San Román 13. Héctor Antonio Rolando 14. Verónica Alejandra Knuth 15. Alfredo Gabriel Goñi 16. María Carina Errecoundo 17. Francisco Oscar Perrone 18. Adolfo Guillermo Manago 19. Marina Lorena Salusso 20. Érica Siria Poletti Veloso 21. Jesica Pamela Rossi 22. Bernardo Enrique Sánchez 23. Clara Haidee Carassay 24. Juan Carlos Rolhaiser 25. Raúl Mario di Nasso 26. Néstor Mariano Sánchez 27. José Roque Lambrecht 28. Stella Maris Telleria 29. Horacio Héctor Becerril 30. María Belén Nasi                  |
|                       | Alianza Nuevo Encuentro                | 7.408   | 4,32  | 0/30   | Ver candidatos: 1. Noemí Esther Tejeda 2. Federico Roberto Costabel 3. Carlos Alberto de Laturi 4. María Soledad Fornos 5. Marta Cristina Candia 6. Manuel Alejandro Esponda Fernández 7. Daniel Lis Maggio 8. Luis Fabián Talone 9. Mariano Alberto Molina 10. Victoria Inés García 11. Estela Laura Pleizzari 12. Daniel Roberto Ali 13. Marcelo Oscar Sánchez 14. Ángeles Rodríguez Piola 15. Pablo Guillermo Carlassare 16. Abel Luis Errea 17. Susana Ester Molleker 18. Roberto Daniel Rekofsky 19. Norma Beatriz Pérez 20. Sergio Eduardo Sosa 21. Claudia Norma Buduba 22. Juan Esteban Echeveste 23. Facundo Matías Maldonado 24. Andrea Soledad Urquiza 25. Pedro Juan José Iraola 26. Víctor Jesús Gómez 27. Silvana Virginia Suárez 28. Fernando René Gallio 29. Silvia Beatriz Suárez 30. Débora Samanta Irigaray                 |
|                       | Movimiento Federalista Pampeano        | 5.127   | 2,99  | 0/30   | Ver candidatos: 1. Héctor Claudio Fazzini 2. Juan Carlos Pregno 3. Libertad Hedy Amit 4. Marcos Gabriel Landucci 5. José María Falciola 6. Ana María Fernández 7. Oscar Carlos Ampudia 8. Héctor Ceferino Lapettina 9. Alejandra Leonor Suárez 10. Germán Gerardo Aime 11. Ovidio Otilio Burtre 12. Norma Graciela Ester Hernández 13. Bhem Amar López Feito 14. Gregorio Alfredo Monedero 15. Laura Noemí Félix 16. Marcela Karina Caringella 17. Arturo Pereyra 18. Rodolfo Oscar Serradell 19. Graciela Alejandra Sánchez 20. Rubén Carlos Benavídez 21. Ricardo Rafael Casal 22. Fanny Lorena Paola Baronio 23. Sebastián Alberto Badano 24. Claudio Norberto Alonso Benavídez 25. Mónica Liliana Sánchez 26. Mario Oscar González 27. Roberto Alfonso Velázquez 28. Blanca Ahide Ibarra 29. César Rodolfo Cabanilla 30. Norma Lilian Paul |
|                       | Movimiento de Integración y Desarrollo | 2.471   | 1,44  | 0/30   | Ver candidatos: 1. Leonardo Ananía 2. Ireneo Hernández 3. Lorena Beatriz Gette 4. Antonio Corredera 5. Víctor Orlando Fiorucci 6. Susana Ida Fritz 7. Edelmiro Galdame 8. Carlos Alberto Villalba 9. Gustavo Fabián Pérez 10. Nahuel Mariano Belaustegui 11. Elvira María Larena 12. Emilio José Hernández Lima 13. Raúl Bernardino Giai 14. Claudia Marianella Galdame 15. Luis Alberto Clauzure 16. Dardo Flavio Zarza 17. Elías Javier Hernández Lima 18. Alicia Margarita Vidart 19. Walther Alberto Haut 20. Mario Enrique Vázquez 21. Liliana Elisabet Velázquez 22. Octavio Alejandro Tritto 23. Natalia Soledad Pérez 24. Rogelio Ariel Donati 25. Clemente Danta Poggi 26. Juan Fernando Guillermo Poggi 27. José Pedro Losinger 28. Mauro Abel Costan 29. Mónica Edith Martínez 30. María Cecilia Loscertales                        |
|                       | Partido Socialista Auténtico           | 1.298   | 0,76  | 0/30   | Ver candidatos: 1. Héctor Renee Agüera Cabrera 2. Margarita Lidia Bastian 3. Glasdys Esther Flores 4. Sergio Heriberto La Corte 5. Javier Ubaldo Soncini 6. Ana María Asencio 7. Juan Carlos Irusta 8. Julio Alejandro González Verges 9. Mónica Griselda Villamonte 10. Juan Diego Martigani 11. Miguel Ángel Fernández Fernández 12. Marta Elena Ramos 13. Héctor Eduardo Lluch 14. Norberto Oscar Carballo 15. Carolina Ramonda 16. Juan Manuel Simpson 17. Fernando Damián Ojeda 18. María Luisa Rodríguez 19. Emigdio Conrado Fragassi 20. Lucidio Mario Schneider 21. Alicia Noemí Báez 22. Adrián Alfredo Pérez Funes 23. Luis Omar Agüera 24. René Horacio Ballestero |
|                       | Partido Popular Nuevo Tiempo           | 962     | 0,56  | 0/30   | Ver candidatos: 1. Martín Llanos 2. María Isabel Molina 3. María Celeste González Erbicoborda 4. María Alejandra González 5. Stella Maris Cornejo 6. Leonardo Saúl Jacinto 7. Ceferino Sergio Giménez 8. María Magdalena Zúñiga 9. Mario Néstor Escalona 10. Marcos Benedicto Zalazar 11. Juan Carlos Ballesteros 12. Facundo Alejandro Fernández 13. Juan Pablo Marcelino 14. Lucas Alejandro González 15. Verónica Marcela Morales 16. Mario Oscar Coronel 17. Miguel Eduardo Pérez 18. Carina Soraya Jacinto 19. Claudio David Díaz 20. Carlos Antonio Miranda |
| Votos positivos       | Votos positivos                        | 171.566 | 82,87 |        | |
| Votos en blanco       | Votos en blanco                        | 33.552  | 16,21 |        | |
| Votos nulos           | Votos nulos                            | 1.900   | 0,91  |        | |
| Participación         | Participación                          | 207.018 | 82,43 |        | |
| Electores registrados | Electores registrados                  | 251.140 | 100   |        | |
| Fuente:               |                                        |         |       |        | |